# Páskovka keřová

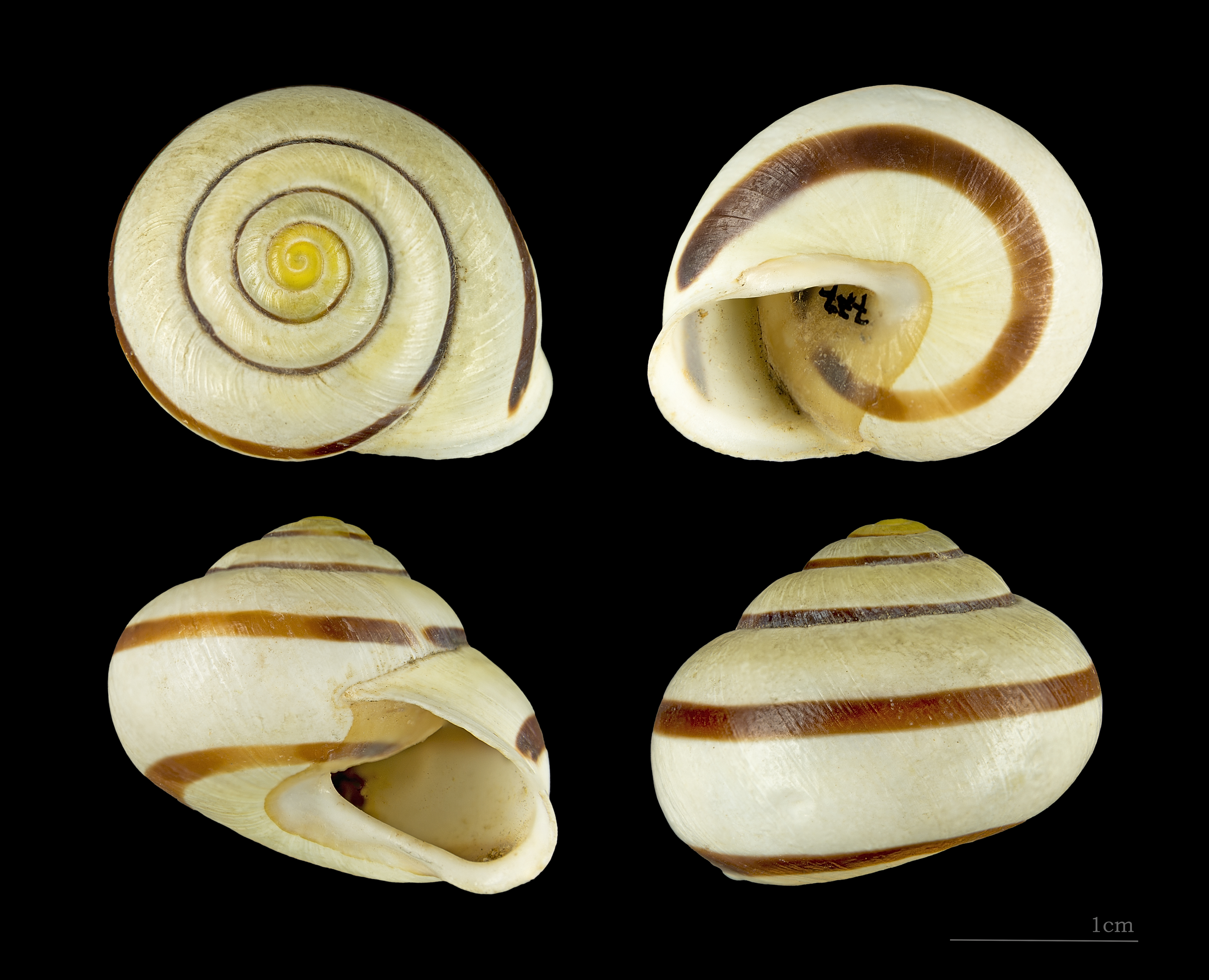
Cepaea hortensis

Páskovka keřová (Cepaea hortensis) je běžný druh suchozemského plže se žlutou či naoranžovělou ulitou s hnědými pruhy. Řadí se do čeledi hlemýžďovití (Helicidae).

## Výskyt
Vyskytuje se většinou v křovinách, vlhčích listnatých či smíšených lesích, avšak je možné se s ní setkat i na sídlišti či v centru města v zeleni (zahrady, hřbitovy, náspy). Rozšíření zasahuje země střední a západní Evropy, dále i severovýchodní Španělsko, Pyreneje, západní Karpaty, Norsko a Island.

## Popis
Ulita má zploštělý tvar, šířka obústí je většinou o něco málo menší než výška. Vyskytuje se v mnoha barevných variantách. Najít dva shodně zbarvené jedince je téměř nemožné. Ulita má většinou pět podélných „pásků“, které začínají již od středu ulitky (od toho název páskovka). U některých jedinců mohou některé pásky chybět nebo splývat dohromady. Můžeme najít i jedince, kteří jsou zcela bez pásků nebo je mají spojené; jejich ulita má pak nahnědlou či úplně hnědou barvu. Obústí má však vždy bílé. Rozlišovacím znakem je samotný tvar ústí, které je obvykle o něco širší než jeho výška.
Například na severu Čech obývá často společné niky s páskovkou hajní, s kterou se ochotně kříží. Vznikají tak populace hybridů nesoucích znaky obou rodičů, kteří jsou i nadále plodní a kteří se s oběma druhy znovu náhodně mísí.[zdroj?]